# Cecil (restaurang)

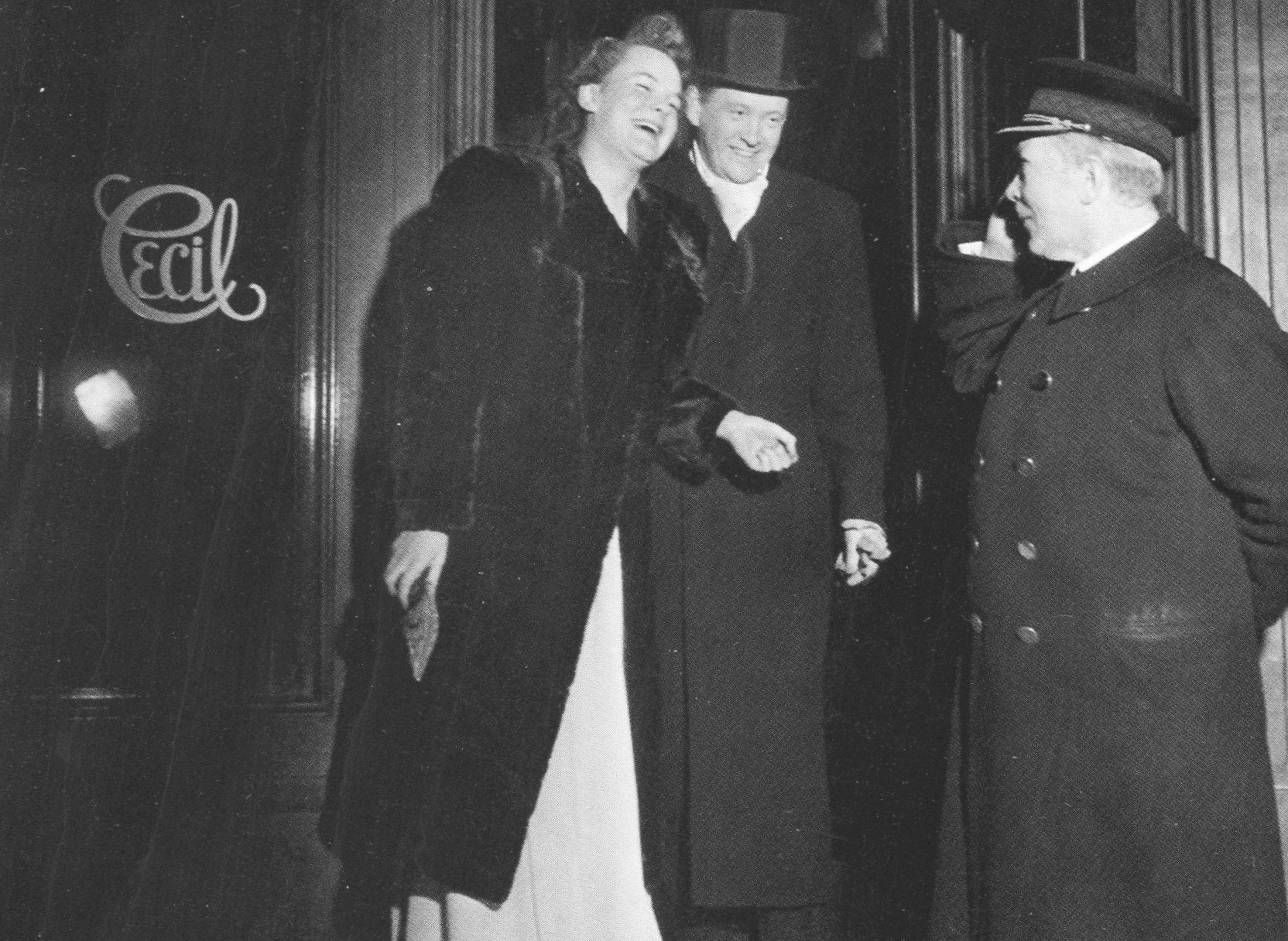
Restaurangen Cecil 1957.

Cecil, ofta benämnt Cecils, var en restaurang som låg på Biblioteksgatan 5 på Norrmalm i Stockholm. Restaurangen låg i markplan och dansgolvet en trappa upp. Cecil invigdes 1917 och ägdes till 1952 av Hufvudstaden, som uppförde fastigheten där även biografen Röda Kvarn fanns. År 1969 omvandlades stället till Alexandras och dansgolvet flyttades en trappa ned.
1929–1939 var Julius Carlsson köksmästare på Cecil . Wallenbergare är en av Carlssons rätter som har förknippats med restaurangen.
Cecils var länge ett berömt inneställe; på 1940-talet besökte Hasse Ekman gärna Cecil och på 1960-talet besökte kronprins Carl Gustaf diskoteket med sina vänner.